# Diccionario de autores luxemburgueses
El Diccionario de autores luxemburgueses (en alemán: Luxemburger Autorenlexikon, y en francés: Dictionnaire des auteurs luxembourgeois) es un diccionario enciclopédico alfabético en el que se mencionan y describen casi mil escritores luxemburgueses o que han publicado en Luxemburgo. El diccionario está disponible en dos idiomas en forma de libro y desde 2011 también en Internet, donde los artículos se actualizan constantemente.

## Descripción
El diccionario fue compilado por Germaine Goetzinger y Claude D. Conter en colaboración con Gast Mannes, Pierre Marson, Roger Muller, Nicole Sahl, Sandra Schmit y Frank Wilhelm.
El Diccionario de autores luxemburgueses se remonta a un proyecto de investigación de 1999 del Centro Nacional de Literatura de la ciudad de Miersch, en el que se desarrolló el concepto de dicho diccionario. Con el apoyo del fondo nacional de investigación, el grupo de investigación pudo ampliarse a finales de 2003.
Se incluyen autores que han publicado al menos una obra literaria desde 1815, descartando a los autores que solo han escrito no ficción.

## Versiones lingüísticas
La obra fue publicada en dos idiomas: 
- la edición original en alemán se publicó a mediados de septiembre de 2007 (primera edición de 1000 ejemplares; segunda edición de 1000 ejemplares)[3]
  - Goetzinger, Germaine & Claude D. Conter, zesumme mat Gast Mannes, Pierre Marson, Roger Muller, Nicole Sahl, Sandra Schmit a Frank Wilhelm, 2007. Luxemburger Autorenlexikon. 687 S. Publications nationales du Ministère de la culture. Centre national de littérature, Mersch. ISBN 978-2-919903-06-1.
- la traducción francesa y actualizada titulada Dictionnaire des auteurs luxembourgeois apareció en septiembre de 2010 (primera edición de 800 ejemplares).
  - Goetzinger, Germaine & Claude D. Conter, en collaboration avec Gast Mannes, Pierre Marson, Roger Muller, Nicole Sahl, Sandra Schmit et Frank Wilhelm, 2010. Dictionnaire des auteurs luxembourgeois. 697 S. Publications nationales du Ministère de la culture. Centre national de littérature, Mersch. ISBN 978-2-919903-20-7.

Actualmente, se puede consultar su versión en línea en ambos idiomas y puede ser citada de la siguiente manera:
- Wilhelm, Frank: De Smet, Yves. En: Luxemburgo Autorenlexikon. Versión en línea. Estado: 9 de noviembre de 2011. http://www.autorenlexikon.lu/page/author/406/4063/DEU/index.html [consultado el 5 de febrero de 2023]. (en alemán)
- Wilhelm, Frank: De Smet, Yves. En: Dictionnaire des auteurs luxembourgeois. Versión en línea. Soporte: 9 de noviembre de 2011. http://www.autorenlexikon.lu/page/author/406/4063/FRE/index.html [consultado el 5 de febrero de 2023]. (en francés)